# Jo Tong-sop
Jo Tong-sop, MCR Cho Tong Sŏp (ur. 1959) – koreański (KRLD) trener piłkarski, selekcjoner kadry KRLD na turnieje Pucharu Azji w 2011 i 2015 roku.

## Życiorys
Urodził się 1 maja 1959 w Pjongjangu, stolicy KRLD.
Zanim został trenerem piłkarskim, sam grał w piłkę nożną, był członkiem koreańskiej drużyny na Puchar Króla Tajlandii w 1986.
W 2010 roku, po nieudanym występie kadry na MŚ, zmienił Kima Jŏng Huna na stanowisku selekcjonera. Jego podopiecni zakwalifikowali się do Pucharu Azji 2011, jednak tam odpadli już w fazie grupowej.
Ponownie objął stanowisko selekcjonera w 2014. Tym razem drużynie KRLD również udało się zakwalifikować do Pucharu Azji, jednak znów odpadli w fazie grupowej. Po tym turnieju zmienił go Kim Chang Bok.